# SonntagAbend
SonntagAbend, vor 2011 SamstagAbend, war eine Talkshow des SWR Fernsehens. Sie wurde von Markus Brock moderiert. Ein wöchentlich wechselndes Thema wurde in Gesprächen und Filmeinspielungen, die häufig aus dem Archiv stammten, vertieft. Sendezeit war Samstag- bzw. Sonntagabend, 20:15 Uhr. Die im Format 16:9 ausgestrahlte Sendung wurde vor Publikum in Baden-Baden aufgezeichnet, für Zuschauer war der Eintritt kostenlos. Gäste waren unter anderem Helmut Kohl, Karl Kardinal Lehmann und Ulrich Wickert. Ende 2013 wurde die Sendung eingestellt.